# Croce di San Dionigi
La croce di San Dionigi era una croce votiva di Milano situata in un'area oggi corrispondente all'incrocio tra corso Venezia e via Borghetto.

## Storia
La croce, o colonna, di San Dionigi faceva parte di una numerosa serie di altari posizionati da San Carlo Borromeo negli spiazzi della città di Milano durante la peste del 1576: per evitare che le messe si trasformassero in un'ulteriore occasione di contagio, il cardinale ordinò la chiusura delle chiese e fece costruire per la città degli altari dove i cittadini potessero assistere alla messa senza uscire di casa. Una volta finita la peste, gli altari rimasero come ex voto per la fine della peste o semplicemente come oggetto di devozione.
La croce, che consisteva in una colonna retta da un basamento su cui era incastonata un croce, era posizionata in funzione dell'oggi demolita chiesa di San Dionigi, all'incrocio tra l'allora borgo di Porta Orientale (oggi corso Venezia), strada del Borghetto e la strada dei Carcani (oggi inglobata dai giardini di Porta Venezia). Alla base della colonna era stata affissa una lapide recante l'iscrizione in latino:
ANNO DOMINI MCCCLXI. DIE DOMINICO MENSIS MADII IACOBINUS DE [ter]ZAGO HABUIT HANC GRATIAM.»
La colonna viene inoltre citata dal Manzoni nel XI capitolo dei Promessi Sposi:
(I Promessi Sposi, cap. XI)
La colonna fu rimossa dal governo austriaco nella seconda metà del XVIII secolo assieme a gran parte delle altre croci votive, ufficialmente in quanto d'ingombro per il traffico, ma più probabilmente come ulteriore misura nel vasto piano delle soppressioni giuseppine di secolarizzazione dei domini austriaci.